# Bildungsprozessmanagement
Bildungsprozessmanagement beschäftigt sich mit dem Planen, Steuern und Optimieren von Handlungsabläufen in Bildungsinstitutionen, im Coaching und in der betrieblichen Weiterbildung. Im Fokus steht dabei die Kernaufgabe von Bildungseinrichtungen, nämlich das Initiieren und Gestalten von Lehr- und Lernprozessen innerhalb der Rahmenbedingungen, die von der Organisation selbst oder von der Umwelt vorgegeben werden. Das Bildungsprozessmanagement ist damit ein Teilbereich des Bildungsmanagements und integriert gleichermaßen Erkenntnisse der Unternehmensführung, des Prozessmanagements sowie der Didaktik.
Wichtige Aufgaben innerhalb des Bildungsprozessmanagements sind
Bildungsbedarfsanalyse, Programmplanung, Veranstaltungsdurchführung, Evaluation, Transfermanagement und Programmrevision. Diese Schritte können in einem Handlungszyklus als Kreislaufmodell angeordnet werden.

## Kreislaufmodell

### Bildungsbedarfsanalyse
Die Bildungsbedarfsanalyse (BBA) dient der Ermittlung eines Bildungsbedarfs. Die BBA ist immer ein Vergleich von Soll-Stand, d. h. Qualifikationsanforderungen, und Ist-Stand, d. h. den real vorhandenen Qualifikationen des oder der zu Analysierenden. Die Bezugsebenen des Bildungsbedarfs sind:
personenbezogen
Der individuelle Bedarf eines Mitarbeiters bzw. Klienten wird erhoben.
gruppenbezogen
Der Qualifikationsbedarf für ein Team, einen Bereich oder eine Zielgruppe wird erhoben.
unternehmensbezogen
Anforderungen und Aufgaben, die in einem Unternehmen aktuell oder zukünftig benötigt werden, werden mit den Qualifikationen der Belegschaft abgeglichen.
Verfahren der Bildungsbedarfsanalyse sind die Dokumentenauswertung, Beobachtungsverfahren und kommunikationsorientierte Verfahren. Als Ziel dieses systematischen Verfahrens soll am Ende die Beschreibung konkreter zu erwerbender Kompetenzen stehen, die das Ergebnis des zu steuernden Lern- und Entwicklungsprozesses darstellen (Qualifizierungsbedarf).

### Programm (Festlegung der Lernprozessziele)
„Programm“ innerhalb des Bildungsprozessmanagement ist gleichermaßen zu verstehen als 'Programmatik', 'Programmplanung' und 'Programm-Darstellung (Programmheft)'. Typische Formen von Programmplanung sind beispielsweise die Entwicklung eines Schulcurriculums, die Konzeption eines Semesterprogramms einer Einrichtung der Erwachsenenbildung oder der Ausbildungsplan in einem Betrieb.

### Veranstaltung (Initiierung von Lernprozessen)
Die Veranstaltung soll eine konkrete Maßnahme sein und ein Bildungs-, Beratungs-, Umstrukturierungsziel erreichen. „Veranstaltung“ meint auch die Planung, Vorbereitung und Durchführung der einzelnen Dienstleistung. Die bekannteste Veranstaltungsform ist das Seminar; im Sinne eines umfassenden Veranstaltungsbegriffs sind dem auch Workshop, Moderation, Coaching usw. gleichzusetzen.

### Prüfung (Messung der Lernprozessergebnisse)
Eine Prüfung ist ein Erhebungsverfahren, mit dem bestimmte Kompetenzen der Lernenden anhand deren erbrachter Leistungen (beispielhaft angewendetes Wissen bzw. Vermögen) möglichst objektiv, valide und reliabel gemessen werden sollen. Die Bewertung geht meistens in Kennzahlen (Noten) auf.
Eine Prüfung soll …
- eine Bestandsaufnahme der jeweiligen Kompetenz darstellen (was der Lernende gelernt und so verstanden hat, dass er es um- und einsetzen kann);
- eine zuverlässige Aussage über die erworbenen Kenntnisse und Kompetenzen des Lernenden ermöglichen.

Abschließende Prüfungen sollen harte Kriterien dafür liefern, ob ein Lernender die als Ziel definierten Kompetenzen erworben hat. In der Regel ist dies die Voraussetzung, um einen Leistungsnachweis bzw. ein Zertifikat verliehen zu bekommen.
Für den Lernprozess selbst sollte der (durchschnittliche) Lernerfolg (Kompetenzerwerb) der Lernenden als Differenz zwischen der Kompetenz zu Beginn (Lernausgangslage) und am Ende der Bildungsmaßnahme gemessen werden, um deren Wirksamkeit vergleichen und nachweisen zu können.

### Transfermanagement
Transfermanagement bezieht sich auf alle Aktivitäten, die dazu beitragen können, die langfristige Beibehaltung, die Umsetzung und Anwendung des Gelernten zu unterstützen. Neben den am unmittelbaren Lehr-Lern-Prozess beteiligten Personen spielen beim Transfermanagement auch Dritte eine große Rolle, beispielsweise Vorgesetzte, Kollegen, Familienangehörige, Freunde, Peer-Groups usw.

### Evaluation
Mit einer Evaluation wird definitionsgemäß der Nutzen bzw. Wert eines Prozesses systematisch untersucht. Individuelle Interessen, Bedürfnisse und Meinungen der Betroffenen werden prozessbegleitend erfasst, ausgewertet und interpretiert. Evaluation bewertet Wirkungen von Maßnahmen und Prozessen, überprüft die Zielerreichung und zeigt ein Ergebnis auf. Aus diesem Ergebnis lassen sich Empfehlungen für das weitere Vorgehen ableiten.

### Programmrevision
Die Programmrevision umfasst die Reflexion des Gesamtprogramms vor dem Hintergrund von Vision und Evaluationsergebnissen. Es findet ein Abgleich statt zwischen dem Soll, das in der Bildungsbedarfsanalyse erfasst, und dem Ist, das in der Evaluation erhoben und interpretiert wurde. Durch die Evaluation als Auswertung des vorangegangenen Prozesses wurden Erkenntnisse gewonnen und Erfahrungen gesammelt. Diese ersetzen nun weitestgehend die Bedarfshypothesen der ersten Bildungsbedarfsanalyse und bilden den Anfangspunkt einer neuen Hypothese. Ein besonderes Augenmerk verdienen hier die Bildungshindernisse, die nicht inhaltlicher Art, sondern struktureller oder organisatorischer Art sind (z. B. ob der Zeitpunkt für das Angebot stimmt, ob die Räumlichkeiten wirklich geeignet sind usw.).

## Varianten, Spezifika
- Essener-Lern-Modell: Für den Entwicklungsprozess von computergestützten Lernumgebungen (E-Learning) hat Dr. Jan M. Pawlowski 2001 das Essener-Lern-Modell (ELM) geschaffen. Zusätzlich zur didaktischen und betriebswirtschaftlichen Perspektive greift das ELM auch Aspekte der Softwareentwicklung auf.